# Westelijke sierschildpad
De westelijke sierschildpad (Chrysemys picta bellii) is een ondersoort van de sierschildpad. De schildpad komt voor in het westen van de Verenigde Staten en Canada en in het noorden van Mexico. De soort werd in 1831 voor het eerst beschreven door John Edward Gray.

## Eigenschappen

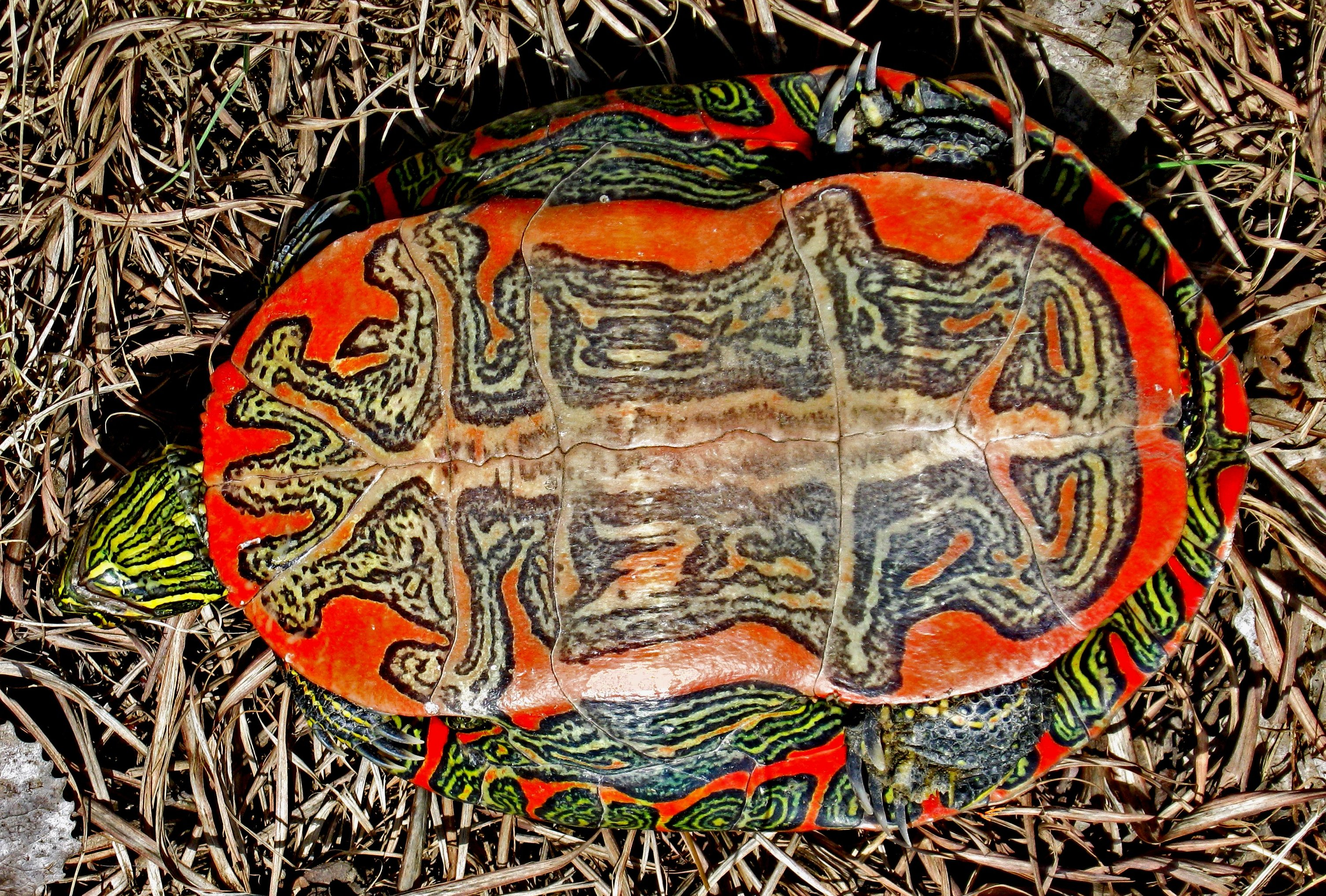
Het buikschild met de donkere vlek

Van de vier ondersoorten zijn de dieren het grootst: het schild is rond de 18 cm lang en het grootste exemplaar mat 25 cm. De naden van de hoornplaten op het rug- en buikschild gaan niet in elkaar over en vertonen een netvormig patroon van lijnen. De lengtestreep op het midden van het schild is slecht ontwikkeld of zelfs afwezig. Het buikschild is voorzien van een grote donkere vlek in het midden die zich langs de naden van de buikschildplaten verbreidt.

## Verspreiding

Verspreiding in blauw aangeduid

In Canada komt de ondersoort voor in de staten Alberta, Brits-Columbia, Manitoba, Ontario en Saskatchewan. In de Verenigde Staten komt de schildpad voor in de staten Colorado, Idaho, Illinois, Indiana, Iowa, Kansas, Minnesota, Missouri, Montana, Nebraska, North Dakota, Oklahoma, Oregon, South Dakota, Washington, Wisconsin en Wyoming. In Mexico komt de schildpad voor in Chihuahua.
De westelijke sierschildpad heeft van de vier ondersoorten het grootste verspreidingsgebied. De schildpad komt oostelijk voor ten noorden van de Grote Meren en het noordelijke deel van de Mississippidelta tot de Willamette aan de kust van de Stille Oceaan in het westen. Het noordelijkste deel van het verspreidingsgebied ligt iets ten noorden van de loop van de rivier de Columbia. De zuidelijkste vindplaatsen van de schildpad liggen allemaal tegen of in de Rocky Mountains, een gebied waar de schildpad van nature niet voorkomt. Deze populaties kunnen heel groot zijn, maar het betreft altijd door de mens uitgezette schildpadden. De westelijke sierschildpad wordt gevonden in de samenloop van de rivieren de Colorado en de San Juan, in een deel van de loop van de San Juan op de grens van New Mexico en Colorado, en een deel van de San Juan, in een noordelijk deel van de loop van de Pecos, een deel van de loop van de Rio Grande, in het gebied rond de stad St. Johns, en in Mexico in een noordelijk deel van de loop van de Río Santa Maria.